# Maryanne Amacher
Maryanne Amacher (25 de febrero de 1938 - 22 de octubre de  2009) fue una artista de instalación y compositora estadounidense.
Es conocida por trabajar ampliamente con una familia de fenómenos psicoacústicos llamados productos de distorsión auditiva, en los que las orejas mismas producen sonido audible.

## Biografía
Amacher nació en Kane, Pensilvania, hija única de una enfermera americana y un trabajador de tren de carga suizo. Creció tocando el piano y dejó Kane para asistir becada a la Universidad de Pensilvania donde recibió un B.F.A en 1964. Mientras estuvo allí estudió composición con George Rochberg y Karlheinz Stockhausen.
También estudió composición en Salzburgo, Austria, y Dartington, Inglaterra. Posteriormente, se graduó en acústica e informática en la Universidad de Illinois en Urbana-Champaign.
Durante una residencia en la Universidad de Buffalo, en 1967, creó City Links: Buffalo, una pieza de 28 horas usando 5 micrófonos en diferentes partes de la ciudad, transmitida en vivo por la estación de radio WBFO. Hubo otras 21 piezas en la serie "City Links", y se puede encontrar más información en el folleto para una exposición sobre la serie de Ludlow 38 en Nueva York (disponible en su sitio web). Una característica común fue el uso de líneas telefónicas de calidad de radio FM (rango 0-15.000 Hz) para conectar los ambientes sonoros de diferentes sitios en el mismo espacio, un ejemplo muy temprano de lo que ahora se llama "rendimiento telemático". Este trabajo precedió a ejemplos mucho más conocidos de Max Neuhaus y otros, estando Neuhaus involucrado en la obra original de 1967 en Buffalo. 
Sus piezas principales han sido casi exclusivamente in situ, a menudo utilizando muchos altavoces para crear lo que ella llama "sonido estructural", diferenciándolo del "sonido aerotransportado", la paradoja intencional. Usando muchas fuentes de sonido difusas (ya sea que no estén en el espacio o que los altavoces estén orientados hacia las paredes o los pisos) ella crearía las ilusiones psicoacústicas de las formas de sonido o de la "presencia". La obra temprana de Amacher está mejor representada en tres series de instalaciones multimedia producidas en Estados Unidos, Europa y Japón: la serie de telepresencia sónica "City Links 1-22" (1967-); la escenificación arquitectónica "Music for Sound-Joined Rooms" (1980-); y la "Mini-Sound Series" (1985-), una nueva forma multimedia que creó y que es única en su uso de la arquitectura y la narrativa serializada.
Mientras realizaba una beca en la Universidad de Harvard y en el Instituto de Tecnología de Massachusetts, fue invitada por John Cage para trabajar en varios proyectos. La colaboración dio como resultado una banda sonora de la conferencia multimedia de Cage "Lecture on the Weather" (1975) y un trabajo sobre el entorno sonoro "Close Up" para un trabajo de voz en solitario de 10 horas para Cage "Empty Words" (1978). También produjo, junto con otras obras, "Torse" para Merce Cunningham de 1974 a 1980.
Amacher trabajó extensamente con un conjunto de fenómenos psicoacústicos conocidos como "productos de distorsión auditiva"; en pocas palabras: sonidos generados dentro del oído que son claramente audibles para el oyente. Estos tonos tienen una larga historia en la teoría musical y la investigación científica, y siguen siendo objeto de desacuerdo y debate. En la música, se les conoce más comúnmente con el nombre de "tonos combinados", "tonos diferentes" y, a veces, "tonos Tartini" (en honor al violinista Giuseppe Tartini, a quien se le atribuye el mérito de haberlos descubierto). La propia Amacher los denominó "tonos de oído" hasta 1992, cuando descubrió la obra de David T. Kemp y Thomas Gold y comenzó a referirse a ellos con la terminología psicoacústica de "emisiones otoacústicas". Desde entonces ha quedado claro que algunos de los sonidos que Amacher, y de hecho todos los músicos que han explotado este fenómeno, estaban generando, pueden atribuirse a una familia particular de emisiones otoacústicas conocida como "emisiones otoacústicas de productos de distorsión" (DPOAE). Ocurriendo en respuesta a dos tonos puros presentados simultáneamente al oído, estos tonos parecen localizarse dentro o alrededor de la cabeza, como si hubiera un "pequeño altavoz dentro del oído". Amacher fue la primera en explorar sistemáticamente el uso musical de estos fenómenos utilizando tecnologías de sonido electroacústicas. El subtítulo de su primer álbum Sound Characters (Making the Third Ear) de Tzadik Records es una referencia a ellos. Ella describe la experiencia subjetiva de estos fenómenos en el siguiente pasaje:

Cuando se toca con el nivel de sonido adecuado, que es bastante alto y emocionante, los tonos de esta música harán que sus oídos actúen como instrumentos neurofónicos que emiten sonidos que parecerán salir directamente de su cabeza.... (mis audiencias) descubren que están produciendo una dimensión tonal de la música que interactúa melódica, rítmica y espacialmente con los tonos de la sala. Los tonos 'bailan' en el espacio inmediato de su cuerpo, alrededor de ellos como una envoltura sónica, en cascada dentro de las orejas, y hacia el espacio frente a sus ojos.... ¡No se alarme! ¡Sus oídos no se están comportando de manera extraña ni están dañados! ... estos tonos virtuales son un aspecto físico natural y muy real de percepción auditiva, similar a la fusión de dos imágenes resultando en una tercera imagen tridimensional en la percepción binocular.... Quiero lanzar esta música que es producida por el oyente...
Maryanne Amacher

A lo largo de los años recibió varias comisiones importantes en los Estados Unidos y Europa con trabajos ocasionales en Asia y América Central y del Sur. Amacher recibió en 1998 el premio de becas para artistas de la Fundación para el arte contemporáneo. En 2005, fue galardonada con el Prix Ars Electronica (el Golden Nica) en la categoría "Digital Musics" por su proyecto "TEO! Una escultura sónica". En el momento de su muerte había estado trabajando durante tres años en una pieza de 40 canales comisionada por el Centro de Media Experimental y Artes Performativas en Troy, Nueva York.
Maryanne Amacher ha sido una influencia importante para compositores como Rhys Chatham y Thurston Moore. Durante la última década de su vida enseñó en el programa de máster de Bard College.

## Discografía y exposiciones
Instalaciones multimedia
- 1967–: City Links nos 1-22
- 1980–: Music for Sound-Joined Rooms
- 1985–: Mini-Sound Series

Partituras de baile (coreografía Merce Cunningham)
- 1974: Everything in Air, tape
- 1975: Events 101,102, tape
- 1975: Labyrinth Gives Way to Skin, tape
- 1976: Remainder, tape

Trabajos para Cinta
- 1975: Presence
- 1976: Music for Sweet Bird of Youth
- 1976: Lecture on the Weather (colaboración John Cage)
- 1979: Empty Words / Close Up (colaboración con John Cage)
- 1991: Petra, two pianos

Eventos
- 2016: 2016: Labyrinth Gives Way to Skin: Maryanne Amacher Listening Session[9]
- 2016: Naut Humon & Edwin van der Heide: Plaything - Maryanne Amacher (Actuación y Conferencia)[10]